# Aa hieronymi
Aa hieronymi је врста из рода орхидеја Aa из породице Orchidaceae, која расте на подручју северозападне Аргентине у провинцијама Катамарка, Кордоба, Хухуј, Сан Луис и Тукуман.
Aa hieronymi расте на висинама од најмање 1.000 па до 2.700 метара. Стабљика јој изгледом подећа на стабљику шпаргле, а цветови су јој бели. Описао ју је Schltr..
Синоним је Altensteinia hieronymi. 